# オトマール・ボルヴィツキー
オトマール・ボルヴィツキー（ドイツ語: Ottomar Borwitzky, 1930年10月6日 - 2021年3月29日）は、ドイツ出身のチェロ奏者。
ハンブルク生まれ。ベルンハルト・ギュンター、アルトゥール・トレスター、パウル・グリュンマー(英語版)にチェロを師事。1956年から1993年までベルリン・フィルハーモニー管弦楽団の首席チェロ奏者を務め、1972年にヘルベルト・フォン・カラヤンがカラヤン・アカデミーを創設したときには、チェロの講師として後進の指導も行った。また、「ベルリン・フィルハーモニー管弦楽団の12人のチェロ奏者たち」というチェロ・アンサンブルの創立メンバーにも名を連ねた。